# Murmansk
Murmansk (ruski: Му́рманск, samijski: Murmanska) je grad na sjeveru Rusije, u Murmanskoj oblasti, na Fenoskandiji, korijenu poluotoka Kole. Nalazi se na 68°58' sjeverne zemljopisne širine i 33°05' istočne zemljopisne dužine.
Grad ima i morsku luku uvučenu u Kolskom zaljevu, 12 km od Barentsovog mora na sjevernoj obali poluotoka Kole, blizu ruske granice s Norveškom i Finskom.
Broj stanovnika: 
- 325.100 (procjena 2004.)
- 336.137 (2002., ruski popis)

Murmansk je vrlo važna mornarička baza.
Murmansk je upravno središte Murmanske oblasti.
Luka je nezaleđena cijelu godinu zbog utjecaja tople Sjevernoatlantske morske struje. Najveći je grad u Arktičkom krugu.

## Ime
Murmansk je izvorno nosio ime „Romanov-na-Murmanu”. 

Prvi dio imena je Murmansk dobio prema ruskoj carskoj dinastiji Romanova. 

Drugi dio imena, Murman, je staro rusko ime za Barentsovo more i za Norvežane. Riječ „Murman” je nastala od riječi „Norman”. Po drugoj teoriji, riječ „Murman” dolazi iz saamijske riječi za zemlju i more. 

Nakon listopadske revolucije 1917. godine, grad mijenja ime u „Murmansk”.

## Povijest
Murmansku su postavljeni temelji 21. rujna 1916. (drugi izvori navode 4. listopada), kada je počela gradnja željezničke pruge do grada Kole.
Do 1917. godine nosio je naziv Romanov na Murmanu (ruski: Романов-на-Мурмане, čitaj: Ramanov na Murmane).
Od 1918. do 1920., grad je bio pod okupacijom zapadnih sila, saveznika u prvom svjetskom ratu i bjelogardejaca za vrijeme ruskog građanskog rata u Rusiji. (vidi ). 
Za vrijeme Drugog svjetskog rata, Murmansk je bio veza SSSR-u sa zapadnim svijetom, a ponajviše zbog ogromne trgovine i pomoći od Saveznika, i to dobara važnih za ratovanje prije svega. Promet je išao u ovom pravcu: primarna proizvedena dobra u SSSR, a sirovine iz SSSR-a. Sva ova roba je dolazila i odlazila u arktičkim konvojima
Njemačke snage su pokrenule ofenzivu na grad 1941. godine. Grad je do temelja srušen. Od sovjetskih gradova, veću štetu pretrpio je samo Staljingrad. Ipak, žestoki sovjetski otpor je spriječio Nijemce zauzeti grad odnosno odsijecanje životno važne Karelijske pruge. 

Vrijednost ovog otpora je u SSSR-u priznata 1985. godine, kada je formalno Murmansk i proglašen gradom herojem 6. svibnja 1985. . U sjećanje na ovaj događaj, ogromni kip Aljoša, koji prikaziva sovjetskog vojnika u drugom svjetskom ratu, je podignut u gradu, tako da gleda na luku. 

Nakon što se Murmansk uspio oduprijeti navali Trećeg Reicha, ostatak rata je služio kao tranzitna točka za oružje i ina opskrbna dobra koja su dolazila u SSSR iz savezničkih zemalja. 
Za vrijeme hladnog rata, bio je središtem sovjetske podmorničke aktivnosti, a od raspada SSSR-a, stožerom je ruske sjeverne flote, kao i njena ogranka, flota atomskih ledolomaca.
Za obilježiti 85. obljetnicu osnutka grada, za tamošnje mornare je na obali podignuta sniježnobijela crkva Spasitelja na Vodi (projektirana prema bijelim spomenicima Vladimira i Suzdalja).(slika  Arhivirana inačica izvorne stranice od 11. listopada 2006. (Wayback Machine)).

## Murmansk u fikciji
Murmansk je jednim od glavnih mjesta radnje u romanu Eoina Colfera Artemis Fowl: Arktički incident (izv. Artemis Fowl: The Arctic Incident). Mjesto je za koje se vjerovalo da je u njemu poginuo Artemisov otac (koji je preživio brodolom), nakon što ga je uhvatila ruska mafija.
Klimatični prizor iz Ključa za sve brave  Anthonyja Horowitza se događa u i oko Murmanska.
U romanima HMS Ulysses iz 1955., škotskog pisca Alistaira MacLeana i Kapetan (The Captain) iz 1967. nizozemskog pisca Jana de Hartoga, protagonisti su mornari na brodovima u konvojima za Murmansk, za vrijeme drugog svjetskog rata. Konvoji nailaze na skupinu njemačkih podmornice i ratnih zrakoplova. U njihovim mislima, Murmansk predstavlja "obećanu zemlju" koju će dosegnuti sretni mornari.
Sam grad se ne pojavljuje ni u jednoj od navedenih knjiga. U de Hartogovoj knjizi protagonisti, nakon što im se potopi brod, ulaze u brodić za spašavanje, kojeg su pokupili na moru, i na koncu završavaju na Islandu. U Macleanovoj knjizi, preživjeli desetkovanog konvoja, koji dođu u luku Murmansk, ne dobivaju dopuštenje za iskrcavanje, i ostaju na palubi, dok se roba iskrcava na obalu, i potom otplovljavaju nazad put Britanije.

## Gradovi pobratimi
Gradovi pobratimi Murmansku su:
- Akureyri
- Vadsø
- Groningen
- Jacksonville
- Luleå
- Minsk
- Rovaniemi
- Tromsø
- Szczecin

## Vanjske poveznice
- Putnički vodič  Arhivirana inačica izvorne stranice od 7. svibnja 2007. (Wayback Machine)
- Satelitska slika na Google Mapsu
- Zemljovid Murmanska  Arhivirana inačica izvorne stranice od 11. ožujka 2007. (Wayback Machine)
- Murmansko državno tehničko sveučilište  Arhivirana inačica izvorne stranice od 14. svibnja 2006. (Wayback Machine)
- Britanske sjevernoruske ekspedicijske snage 1918.-1919. (baza u Murmansku)